# Sydafrikanska regnbågsflaggan
Sydafrikanska regnbågsflaggan är en flagga som  används inom priderörelsen i Sydafrika. Flaggan är en hybrid av den traditionella regnbågsflaggan och Sydafrikas flagga.

## Historia
Sydafrikanska regnbågsflaggan är designad av Eugene Brockman som även grundade föreningen Gay Flag of SA för att nå ett officiellt erkännande för flaggan. Enligt Brockman är den en passande symbol för regnbågsnationen Sydafrika. Flaggan offentliggjordes den 18 december 2010 under evenemanget Mother City Queer Project  på Green Point Stadium i Kapstaden..
År 2012 blev flaggan officiellt erkänd av Sydafrikas kulturministerium genom dess heraldikbyrå. I och med detta blev Sydafrika den första staten i världen att officiellt erkänna en typ av regnbågsflagga. Flaggan är dock inte en av statens nationella symboler såsom nationalflaggan.

## Galleri

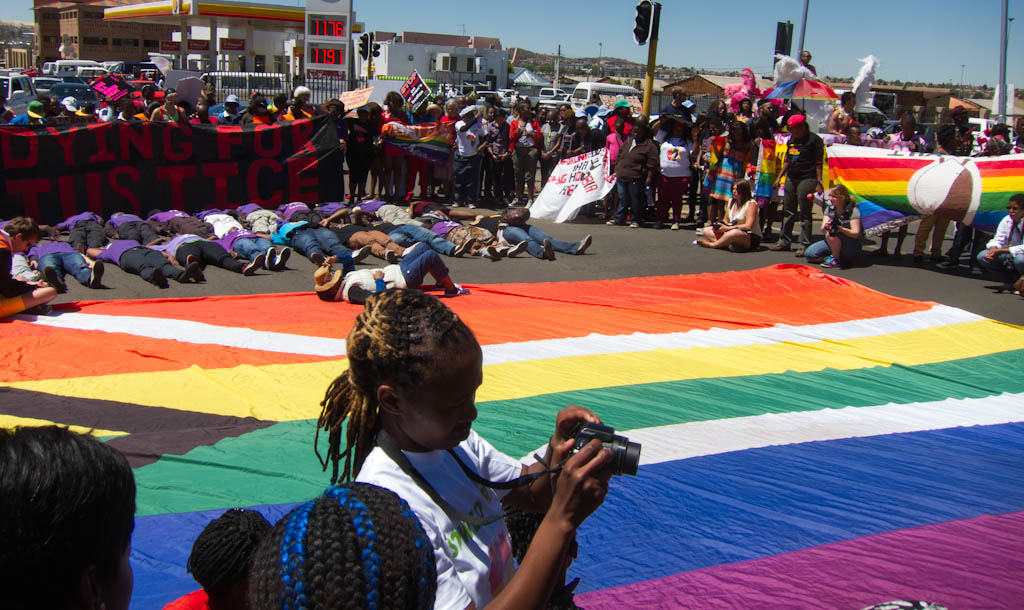
Sowetho Pride 2012.
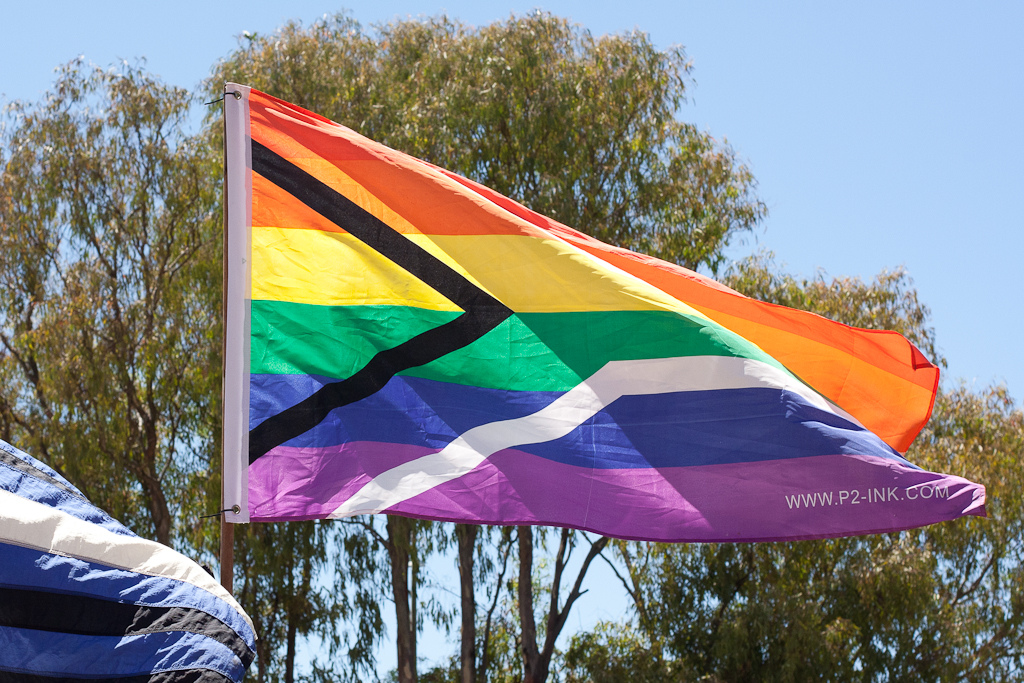
Flaggan vajar.